# Beste Vrienden Quiz
De Beste Vrienden Quiz (BVQ) was een televisiequiz met kinderen bij Zapp op NPO 3 die gedurende een aantal maanden per jaar dagelijks werd uitgezonden. Het programma was sinds 2014 op televisie en werd gepresenteerd door Bart Meijer en sinds 2015 samen met Tonnie van de Neut (gespeeld door Michiel Eijsbouts) als zijn assistent. Er zijn in totaal meer dan 700 afleveringen van de quiz uitgezonden.

## Opzet
In het programma strijden twee teams van telkens twee ('beste') vrienden tegen elkaar. Zij dienen vragen te beantwoorden en een geheugenspel te spelen. In de finale kunnen ze een geldbedrag winnen waarvan de helft voor henzelf is en de helft voor een goed doel (de 'Vriendendienst').
De grootste vijand van de deelnemers is Zlatan de Spin, een soort mechanische stier. In het speelveld zitten drie spinnen. Het team dat twee spinnen omdraait moet de strijd aangaan tegen Zlatan: de één moet op de spin gaan zitten waarbij hij/zij deze met slechts één hand kan vasthouden en de ander moet zo hard mogelijk fietsen op een hometrainer. Hoe harder er wordt gefietst, hoe korter de ander op de spin hoeft te zitten. De spin wordt naarmate de tijd vordert, steeds wilder, waardoor het steeds moeilijker wordt om erop te blijven zitten. Als degene die op de spin zit, blijft zitten totdat het oranje zwaailicht gaat branden, dan kunnen ze een extra punt scoren of een punt afpakken van het andere team. Tot 2019 was het zo dat degene die op de spin zat als hij/zij er voortijdig af viel in het publiek moest gaan zitten en het andere teamlid het spel alleen moest afmaken. In de eerste afleveringen moest één iemand gedurende 30 seconden op de spin blijven zitten. In 2019 wierp Zlatan de meeste kinderen van zijn rug.
De teams beschikken over een kaapkaart(kaart met haaksymbool) waarmee ze een vraag mogen kapen van hun tegenstanders. Ook hebben zij een voorzegkaart(kaart met luidsprekersymbool) waarmee ze de hulp van het publiek mogen inroepen. Deze dingen mogen, het hoeft niet, 1 keer gebruikt worden.

## Categorieën
Er zijn verschillende categorieën, die niet steeds allemaal in iedere aflevering voorkomen. Er zijn verschillende vragen die bij die categorie horen. Alle categorieën zitten er 2 keer in, behalve de spin en het cadeautje. In totaal bestaat het speelveld uit 14 genummerde "kaartjes". Als er een match is, dat wil zeggen als er achter elkaar de twee vragen van de categorie omgedraaid worden, krijgt het team nog een punt. Hierbij verdwijnen tevens de betreffende "kaartjes" van het speelveld.
- De Wereld
- IQ  (vanaf 2015) met op maandag en vrijdag het bekende "Waar is toch mijn caravan", gezongen door assistent Tonnie van der Neut en het publiek in de zaal waarna Tonnie vervolgens een ronde over een camping maakt waarbij geraden dient te worden in welke caravan hij stapt. Dit werd in 2019 eenmalig vervangen door een computeranimatie met een kartonnen evenbeeld van Tonnie, "Kartonnie" genoemd. Hierbij waren de caravans dat seizoen rood gekleurd in plaats van wit. In 2020 loopt Tonnie de route ook nog eens in het donker met een fluorescerende lichtblauwe pijl op z'n rug. Het aantal caravans op de camping en de plattegrond hiervan zijn hierbij elk seizoen anders.
- Sport
- Taal, met onder andere de "Rebusman" die met voorwerpen rebussen maakt van woorden. Dit werd in 2019 eenmalig vervangen door de "Neanderthaler" die woorden als rebus op een muur schreef. Zowel de Neanderthaler als de Rebusman komen in de finaleweek dagelijks live in de studio om daar rebussen te maken van woorden.
- Rekenen met het rekenrad, waarbij Tonny aan een serie wielen draait. De som die hierdoor in het venster verschijnt, dient te worden opgelost voordat de gekleurde balken boven en onder het venster leeg zijn.
- Cultuur, met op donderdag "Filmdag Premièredag", een vraag waarbij de titel van een film of de naam van een personage uit een film geraden dient te worden. In 2020 was er ook de DJ Rob Helmop die technoversies maakte van bekende kinderliedjes. Hierbij dient geraden te worden welk kinderliedje hij speelde. Net als de Rebusman kwam deze in de finaleweek live in de studio om daar kinderliedjes in technoversie te spelen.
- Wetenschap, met de Titanic Test, waarbij de vraag is of en voorwerp dat in een bak met water wordt gegooid blijft drijven of gaat zinken, deze wordt begeleid door een instrumentale versie van My Heart wil go on, de titelsong van de film Titanic uit 1997. In de bak met water staat een miniatuurversie van de Titanic uit 1912.
- Natuur, met onder andere het restaurant "Chez Blender", waarbij geraden dient te worden wat in de blender werd gegooid. Hierbij diende te worden gekozen uit drie antwoorden. Proeven mag ook, en sommigen durven dat ook, al ziet het er onsmakelijk uit.
- De spin (3 keer): zie bij Opzet/Zlatan de spin.
- Cadeautje, een gratis punt (1 keer)

Sinds 2019 waren er ook doe-vragen, waarbij in 30 seconden een bepaalde opdracht moet worden volbracht.

## Finale
In de finale is elk punt een vraag waard. Voor elke goed beantwoorde vraag wordt 10 euro verdiend als ze winnen. Het team met de laagste score begint. Het team dat de meeste vragen goed beantwoordt, wint. Als het tweede team voortijdig wint, zijn alle niet gespeelde vragen automatisch 10 euro waard. Deze worden dan ook niet meer gesteld. Bij gelijke stand in de finale volgt er een shoot-out, met een schattingsvraag. Het team dat dan het dichtst bij het goede antwoord zit wint. Het totaalbedrag van het winnende team wordt verdeeld, de helft voor henzelf en de helft voor een door hen gekozen goed doel, hun Vriendendienst. Het team komt de dag erna terug; de verliezers vallen af en krijgen de 'Beste Vrienden Quiz-trui'. De vijf deelnemers met het meest verworven geld en de meeste gewonnen afleveringen – er is overigens een maximum van 5 – komen terug in de finaleweek in de maand juni.  De winnaars van de laatste aflevering van deze finaleweek worden bekroond met de titel "Beste Vrienden". Zij krijgen een trofee en krijgen een "Beste Vrienden Dag" aangeboden, een uitje met Tonnie en Bart dat ze zelf mogen invullen. In 2020 werd de Beste Vrienden Dag vervangen door de Beste Vrienden Cheque waarmee de winnaars zelf kunnen kiezen wat ze met Bart en Tonnie gaan doen.

## Seizoenen
Er zijn tot nu toe 9 seizoenen van de Beste Vrienden Quiz op tv geweest.
| Seizoen | Uitzendperiode          | Afleveringen |
| ------- | ----------------------- | ------------ |
| 1       | Voorjaar 2014           | 110          |
| 2       | Voorjaar 2015           | 110          |
| 3       | Najaar 2015             | 110          |
| 4       | Voorjaar 2016           | 110          |
| 5       | Najaar 2016             | 110          |
| 6       | Voorjaar 2017           | 110          |
| 7       | 8 januari - 8 juni 2018 | 110          |
| 8       | 7 januari - 5 juli 2019 | 130          |
| 9       | 6 januari - 5 juni 2020 | 110          |

## Trivia
In 2019 kende de allerlaatste aflevering van de Beste Vrienden Quiz twee winnaars. De aflevering moest beslist worden met een Shoot Out omdat beide teams evenveel vragen goed hadden beantwoord in de finaleronde. Op de vraag "Hoe lang is een officiële bowlingbaan?" gaven beide teams hetzelfde antwoord, ze antwoorden allebei 17m en het goede antwoord was 18,3 m. Er moest dus een nieuwe vraag worden gesteld. Dat was "Hoeveel jaar is het kinderprogramma "Het Klokhuis" al te zien op TV?". Bij deze vraag zaten beide teams even ver van het goede antwoord af, ze antwoordden respectievelijk 16 jaar en 46 jaar en het goede antwoord was 31 jaar, ze zaten er dus allebei 15 jaar vanaf en werden dus allebei uit geroepen tot "Beste Vrienden" van 2019.
In 2020 werden in de finaleweek de rollen omgedraaid bij het vertellen van de mop aan het begin van elke aflevering. In de reguliere afleveringen vertelt Tonnie een mop aan Bart om hem zo te laten lachen, maar in de finaleweek was het de bedoeling dat Bart Tonnie liet lachen door hem een mop te vertellen.